# Karl Metz (Geologe)
Karl Metz (* 12. April 1910 in Graz; † 16. Juni 1990) war ein österreichischer  Geologe und Professor für Geologie und Paläontologie an der Universität Graz.
Metz studierte in Graz, wobei er neben Geologie und Paläontologie auch für das Lehramt studierte. 1933 wurde er bei Franz Heritsch promoviert und 1935 Assistent an der Montan-Universität Leoben bei Wilhelm Petrascheck, bei dem er sich 1941 habilitierte, wobei er Ergebnisse der Expedition zum kilikischen Taurus auswertete (auch später war er häufig in der Türkei), an der er 1938 unter Hans Spreitzer teilnahm. Im Zweiten Weltkrieg war er Wehrgeologe in Frankreich und Russland und bei der Organisation Todt, unter anderem im Kohlerevier von Oberschlesien und Mazedonien, in Nordnorwegen und der Slowakei. 1946 wurde er außerordentlicher Professor und 1956 ordentlicher Professor in Graz (Nachfolge von Franz Heritsch).
Er befasste sich mit alpiner Tektonik (besonders der steirischen Grauwackenzone), Lagerstättenlehre und angewandter Geologie.
Er war Gastprofessor in Stockholm, Uppsala, Helsinki, Berlin, Bonn, Göttingen, Mainz, Teheran, Kuwait, Florida, Louisiana und North Carolina. Er erhielt die Verdienstmedaille der Universität Helsinki, das Große Goldene Ehrenzeichen des Landes Steiermark, war korrespondierendes Mitglied der Geologischen Bundesanstalt und Mitglied der Österreichischen Akademie der Wissenschaften.

## Schriften
- Lehrbuch für Tektonische Geologie. Ferdinand Enke 1983

Von ihm stammen geologische Karten 1:50.000 von Kalwang, Oberzeiring und Donnersbach und eine geologische Übersichtskarte der Steiermark 1:300.000.